# ديف سميث (لاعب كرة قدم أمريكية)
ديف سميث (بالإنجليزية: Dave Smith)‏ هو لاعب كرة قدم أمريكية أمريكي، ولد في 18 مايو 1947 في نيويورك في الولايات المتحدة.

## وصلات خارجية
- ديف سميث على موقع مرجع كرة القدم المحترفة.كوم (الإنجليزية)